# Milo (Alberta)
Milo es un pueblo canadiense situado en la provincia de Alberta.

## Superficie
Milo tiene una superficie de 0,96 km².

## Demografía
En 2021, tenía 136 habitantes, una densidad poblacional de 141,3 hab./km², y 58 viviendas.